# Comillas (gesto)

Los dedos índice y medio se bajan dos veces.

El gesto de las comillas, son comillas virtuales que se forman en el aire con los dedos mientras se habla. Normalmente se realiza con las dos manos separadas a la anchura de los hombros ya la altura de los ojos del hablante, con los dedos índice y medio de cada mano flexionándose al inicio y al final de la frase citada. El gesto de las comillas se utiliza para expresar sarcasmo, ironía o eufemismo.

## Historia
La primera aparición registrada de un gesto de este tipo data de 1927. La actriz Glenda Farrell lo utiliza en el musical de 1937, Breakfast for Two. En 1889, Lewis Carroll describió usos similares - paréntesis aéreos y signo de interrogación aéreo - en su última novela.
El gesto se hizo popular en la década de 1990, en parte por su uso por el cómic Steve Martin a sus espectáculos. En 1996, en la película de HBO Back in Town, el cómic y cómico George Carlin se burló del uso del gesto de cita en el esbozo «Quote Marks in the Air».